# HMS M24
HMS M24 var en svensk minsvepare som byggdes på Fisksätra varv i Nacka 1941. Hon levererades till Flottan den 8 september samma år. Under andra världskriget och efterkrigstiden användes fartyget som minsvepare och bevakningsfartyg. Under 1960- och 1970-talen var hon bevaknings- och röjdykarfartyg. Fartyget utrangerades i maj 2005 och är idag ett privatägt dykfartyg. HMS M24 är ett av flera bevarade fartygen i denna serie.